# La sangre de los héroes

## La sangre de los héroes (1989)
La sangre de los héroes (título original en inglés: The Blood of Heroes) es una película de ciencia ficción y acción de 1989 dirigida por David Webb Peoples, guionista de clásicos como Blade Runner y Sin perdón. Ambientada en un futuro posapocalíptico, la cinta explora un deporte brutal y sangriento llamado jugger, que se convierte en el centro de la trama.[cita requerida]

### Sinopsis
Después de una devastadora guerra nuclear, la sociedad ha quedado destruida y la humanidad lucha por sobrevivir en un mundo hostil. En este contexto, el jugger se ha convertido en el único entretenimiento masivo, una mezcla de fútbol americano y combate gladiatorio donde los jugadores luchan hasta la muerte por la gloria y el honor.
Sallow, un antiguo campeón de jugger, busca redimirse entrenando a un nuevo equipo. A medida que se adentra en este mundo violento, se ve envuelto en una lucha por la supervivencia y la supremacía entre las diferentes ciudades-estado.[cita requerida]

### Reparto principal[1]
- Rutger Hauer como Sallow.
- Joan Chen como Kidda.
- Delroy Lindo como Mbulu.
- Anna Katarina como Big Cimber.
- Vincent D'Onofrio como Young Gar.

### Producción
- Director: David Webb Peoples
- Guionista: David Webb Peoples
- Música: Graeme Revell
- Fotografía: Alan Hume
- Productora: Vestron Pictures

### Recepción
La sangre de los héroes recibió críticas mixtas a su estreno. Algunos elogiaron su estética posapocalíptica, la violencia visceral del jugger y las actuaciones de Rutger Hauer y Vincent D'Onofrio. Sin embargo, otros criticaron su trama sencilla y su bajo presupuesto.[cita requerida]
A pesar de no ser un gran éxito comercial, la película ha adquirido un estatus de culto a lo largo de los años, especialmente entre los fans de la ciencia ficción y el cine de acción.[cita requerida]

### Legado
La sangre de los héroes ha influido en numerosas películas y videojuegos posteriores, especialmente en aquellos que exploran temas de violencia, supervivencia y deporte extremo. El concepto del jugger ha sido comparado con deportes como el rollerball y el fútbol americano, y ha servido de inspiración para otros juegos y competiciones ficticias.[cita requerida]

### Curiosidades
- La película se rodó en Australia.
- El diseño de los personajes y las armas está fuertemente influenciado por el manga y el anime japonés.
- El jugger se ha convertido en un deporte real en algunas partes del mundo, aunque con reglas mucho menos violentas que las representadas en la película.